# .to
.to is het achtervoegsel van Tongaanse domeinnamen. .to-domeinnamen worden uitgegeven door Tonga Network Information Center, dat verantwoordelijk is voor het top level domain 'to'.
.to is een redelijk populaire domeinnaam vanwege de betekenis van het woord 'to' in de Engelse taal. De regering van Tonga verkoopt de domeinen via haar ccTLD. Elke geïnteresseerde partij kan in aanmerking komen voor een .to-domeinnaam.
De stad Toronto in Ontario, Canada, heeft als bijnaam TO. Door deze bijnaam is het domein .to erg in trek bij bedrijven uit Toronto en omstreken.